# リズマティスト
『リズマティスト』（The Rhythmatist）は、1985年に発表されたスチュワート・コープランドの3作目のソロ・アルバムである。彼が主演を務める同名ビデオ映画のオリジナル・サウンドトラック・アルバムである。

## 解説
『リズマティズム』とは生命の織物を織りなすパターンの研究である。この推測を抱いて、黒い服を着た人物が所謂暗黒大陸を横断する。彼は岩に躓くまでにライオン、戦士、ピグミー、ジャングルと出会う。
このレコードはタンザニア、ケニア、ブルンジ、ザイール、コンゴ、バッキンガムシャーからの音楽の断片を奇妙に混ぜ合わせたものである。
アフリカの音楽を録音するにあたって、私は自分のドラムスと、さらにエレクトリック・ギターを少し加えずにはいられなかった。—本作の記載の一部を抄訳

## 収録曲
作詞作曲の記載がない曲はStewart Copeland作のインストゥルメンタル。邦題は日本盤の記載に準拠。

### CD
| #         | タイトル                                               | 作詞・作曲     | 時間  |
| --------- | ------------------------------------------------------ | -------------- | ----- |
| 1.        | 「コテジャ Koteja (Oh Bolilla)」                       | Ray Lema       | 3:31  |
| 2.        | 「ブラザヴィル Brazzaville」                           |                | 4:11  |
| 3.        | 「リベルテ Liberté」                                   | Lema           | 4:03  |
| 4.        | 「ココ Coco」                                          |                | 3:56  |
| 5.        | 「ケンバ Kemba」                                       | Lema, Copeland | 5:53  |
| 6.        | 「サンブル・サンセット Samburu Sunset」                |                | 6:17  |
| 7.        | 「ゴング・ロック Gong Rock」                           |                | 3:35  |
| 8.        | 「フランコ Franco」                                    |                | 2:11  |
| 9.        | 「セレンゲティ・ロング・ウォーク Serengeti Long Walk」 |                | 4:28  |
| 10.       | 「アフリカン・ドリーム African Dream」                 |                | 3:24  |
| 合計時間: | 合計時間:                                              | 合計時間:      | 41:29 |

### オリジナルLP
| #         | タイトル                         | 作詞・作曲     | 時間  |
| --------- | -------------------------------- | -------------- | ----- |
| 1.        | 「コテジャ Koteja (Oh Bolilla)」 | Ray Lema       | 3:31  |
| 2.        | 「ブラザヴィル Brazzaville」     |                | 4:11  |
| 3.        | 「リベルテ Liberté」             | Lema           | 4:03  |
| 4.        | 「ココ Coco」                    |                | 3:56  |
| 5.        | 「ケンバ Kemba」                 | Lema, Copeland | 5:53  |
| 合計時間: | 合計時間:                        | 合計時間:      | 21:34 |

| #         | タイトル                                               | 作詞・作曲 | 時間  |
| --------- | ------------------------------------------------------ | ---------- | ----- |
| 1.        | 「サンブル・サンセット Samburu Sunset」                |            | 6:17  |
| 2.        | 「ゴング・ロック Gong Rock」                           |            | 3:35  |
| 3.        | 「フランコ Franco」                                    |            | 2:11  |
| 4.        | 「セレンゲティ・ロング・ウォーク Serengeti Long Walk」 |            | 4:28  |
| 5.        | 「アフリカン・ドリーム African Dream」                 |            | 3:24  |
| 合計時間: | 合計時間:                                              | 合計時間:  | 19:55 |

## ミュージシャン
- スチュワート・コープランド　Stewart Copeland – ギター、ベース、ピアノ、キーボード、パーカッション、コンピューター・プログラミング、ヴォーカル
- レイ・レマ　Ray Lema – ヴォーカル

## ビデオ映画『リズマティスト』
本作が発表された1985年、監督Jean-Pierre Dutilleuxの同名ビデオ映画が発表された。コープランドが東アフリカと西アフリカでギリアマ、マサイ、サンブル、Tcuka、カンバ、Shangaなどの民族と野生動物や天候などの自然に接して、アフリカのリズムを体験していく様を描いた。